# Gollau (Lüchow)
 Gollau  ist ein Ortsteil der Stadt Lüchow (Wendland) im niedersächsischen Landkreis Lüchow-Dannenberg. Das Dorf liegt zwei Kilometer nordwestlich vom Kernbereich von Lüchow östlich der B 248.

## Geschichte
Am 1. Juli 1972 wurde Gollau in die Kreisstadt Lüchow eingegliedert.

## Baudenkmale
Als Baudenkmale gelten die Wohn- und Wirtschaftsgebäude Nr. 26 und Nr. 29. Beide sind Kossaterhäuser mit Gitterfachwerkgiebel aus dem Jahr 1801 bzw. 1810, zusätzlich noch Haus Nr. 24.